# Славненский сельсовет
Славновский сельсовет — административная единица на территории Толочинского района Витебской области Республики Беларусь. Административный центр — агрогородок Славное.

## География
Расположен в юго-западной части района.
Крупнейшее озеро — Космачевское.

## Состав
Славновский сельсовет включает 24 населённых пункта:
- Авхуты — деревня
- Антоново — деревня
- Глинники — деревня
- Горожоны — деревня
- Губарево — деревня
- Гута — деревня
- Загорье — деревня
- Залазье — деревня
- Заречье — деревня
- Зяблица — деревня
- Ильяни — деревня
- Каменица — деревня
- Каменка — деревня
- Курчи — деревня
- Ламинщина — деревня
- Майдан — деревня
- Молявка — деревня
- Нарцизово — деревня
- Новая Яблонка — деревня
- Славное — агрогородок
- Словени — агрогородок
- Тростянка — деревня
- Химец — деревня
- Яблонка — деревня